# Маон
Мао́н (также Магон, Маго, Мао исп. Mahón, кат. Maó) — город и муниципалитет в Испании, входит в провинцию Балеарские острова. Расположен на острове Менорка. Занимает площадь 116,98 км². Население — 29 050 человек (на 2010 год). Расстояние до административного центра провинции — 36 км.
Покровителем города считается Маре де Деу де Грасия.

### История
Название (тогда в форме Portus Magonis) Маон получил по имени карфагенского полководца Магона, родного брата Ганнибала, который предположительно укрылся в этом месте в 205 году до н. э.. После падения Западной Римской империи он стал частью Восточной Римской империи. Маон страдал от набегов викингов и арабов, пока Кордовский халифат не завоевал его и не присоединил к своим владениям в 903 году.
В 1287 году город был отвоёван у мавров Альфонсо III, королём Арагона, и включён в состав королевства Мальорка, вассального Арагонской короне. Его гавань, одна из самых стратегически важных в западном Средиземноморье, была заново укреплена.
В 1535 году османы под предводительством Хайреддина Барбароссы напали на Маон и увели оттуда 6000 пленных в качестве рабов к себе в Алжир.

### Британское правление
Менорка была захвачена в 1708 году объединёнными англо-голландскими войсками от имени императора Священной Римской империи Карла VI во время войны за Испанское наследство. Англичане видели потенциал острова в качестве военно-морской базы и стремились взять его под свой полный контроль. Его статус британского владения был подтверждён Утрехтским мирным договором 1713 года. В те годы, когда остров находился под британским владычеством, его столица была перенесена из Сьюдаделы в Маон, который впоследствии служил резиденцией губернатора Менорки, самым известным из которых был генерал Ричард Кейн. В этот период естественная гавань, к которой относился город и окрестные поселения, иногда собирательно называлась «Портом Маон».
Остров был уступлен французам в 1756 году после морского сражения при Минорке и окончания осады форта Сент-Филип, расположенного в нескольких километрах от города. После поражения в Семилетней войне Франция вернула остров британцам в 1763 году. В результате совместных франко-испанских усилий и после продолжительной пятимесячной осады англичане снова сдали остров в 1782 году; он был передан Испании в 1783 году согласно условиям Парижского мира. Англичане отвоевали остров в 1798 году, во время Французских революционных войн. Англичане и французы на короткое время прекратили военные действия между собой посредством заключения Амьенского мира в 1802 году. Обе стороны согласились уступить или уйти с определённых территорий, в результате чего остров Менорка перешёл к испанцам, у которых он остаётся и поныне.

#### База британского флота
Небольшая, но важная верфь британского Королевского военно-морского флота была основана на северной стороне гавани, напротив города, в 1715 году. Она служила главной средиземноморской базой Королевского флота на протяжении большей части XVIII века и по сей день используется в качестве испанской военно-морской базы. Несколько зданий верфи, датируемых 1760-ми годами, всё ещё можно увидеть на Илья-Пинто (ранее известном как остров Саффрон), включая военно-морской склад с часовой башней. Кроме того, были предприняты и шаги по созданию здесь морского музея. Остров имеет характерную восьмиугольную форму, образовавшуюся, когда вокруг него в 1760-х годах были построены причалы, чтобы возможно было производить килевание нескольких военных кораблей одновременно.
Руины бывшего Королевского военно-морского госпиталя, основанного в 1711 году, находятся на другом близлежащем острове (Илья-дель-Рей).
Интересный факт: в честь города был назван соус "майонез", созданный поваром Герцога Ришельё.
- Военно-морской склад и пристань для килевания на Илья-Пинто
- Разрушенный военно-морской госпиталь в 2008 году
- Военно-морской госпиталь в 2011 году после реконструкции

### XX век
Во время Гражданской войны в Испании остров оставался верен республике, но был захвачен франкистами в 1939 году. Во время битвы за остров Маон подвергся бомбардировке со стороны франкистов при поддержке итальянцев.
Генерал Франко посетил город 11 мая 1960 года, чтобы открыть новую тепловую электростанцию.

### Современность
Ныне Маон служит резиденцией Островного совета Менорки (Consell Insular de Menorca). К концу XX века благодаря доходам от туризма стала возможна реконструкция его исторического центра. Традиционный сыр, производимый на острове (сыр маон), назван в честь города. По одной из гипотез и название майонеза происходит от Маона. В испанском языке «маоном» также называют нанка, особенно синего цвета.

## Население
| Год  | Численность | Численность   |
| ---- | ----------- | ------------- |
| 2001 | 23 993      | [ 10 ]        |
| 2002 | 25 187      | [ 11 ]        |
| 2003 | 26 066      | [ 12 ]        |
| 2004 | 26 536      | [ 13 ]        |
| 2005 | 27 669      | [ 14 ]        |
| 2006 | 27 893      | [ 15 ]        |
| 2007 | 28 284      | [ 16 ]        |
| 2008 | 28 904      | [ 17 ]        |
| 2009 | 29 125      | [ 18 ]        |
| 2010 | 29 050      | [ 19 ]        |
| 2011 | 28 942      | [ 20 ]        |
| 2012 | 28 972      | [ 21 ]        |
| 2013 | 28 765      | [ 22 ]        |
| 2014 | 28 460      | [ 23 ]        |
| 2015 | 28 006      | [ 24 ]        |
| 2016 | 28 099      | [ 25 ]        |
| 2017 | 28 161      | [ 26 ]        |
| 2018 | 28 592      | [ 27 ] [ 28 ] |
| 2019 | 29 040      | [ 29 ]        |
| 2020 | 29 592      | [ 30 ]        |
| 2021 | 29 578      | [ 31 ]        |
| 2022 | 29 445      | [ 32 ]        |
| 2023 | 29 902      | [ 33 ]        |
| 2024 | 30 419      | [ 2 ]         |